# マーシャルアーツ日本キックボクシング連盟
一般社団法人マーシャルアーツ日本キックボクシング連盟（マーシャルアーツにほんキックボクシングれんめい）は、日本のキックボクシング団体。代表は菅原忠幸。1985年に実業家の石川勝将によって設立。通称、MAキック。

## 歴史
1985年に「日本キックボクシング連盟」の理事であり、実業家の石川勝将が同団体から離脱する形で設立。同年5月17日に後楽園ホールで初めて興行を行い、メインイベントで日本フェザー級王者決定戦を行い、鹿島龍と青山隆が対戦した。
運営や興行の主催は石川の妻が社長を務める「日豊企画」が行い、1986年にニシカワジム会長の西川純を連盟幹部役員に任命。同年5月より、テレビ東京で試合の放送が開始し、10月24日には小沢一郎をコミッショナーに任命した。1987年3月15日に内閣総理大臣杯を賭けた鈴木秀男と竹山晴友の試合を行った。1987年5月に西川らの働きかけによって全王者と加盟ジムの多くが離脱し、「全日本キックボクシング連盟」が設立される。
1997年に女子ボクシングを主催し、IWBF世界ストロー級王座決定戦でシュガーみゆきが勝利。日本人初の女子プロボクシング世界王者となった。女子ボクシング部門は1999年に「日本女子ボクシング協会」として独立。1998年8月に日本アマチュアキックボクシング連盟を発足。
2009年に「ジャパン・プロフェッショナル・ムエタイ・コミッティ」による統括で開催された「WBCムエタイルール日本統一王座決定トーナメント」に参加し、「ニュージャパンキックボクシング連盟」の選手とのトーナメント戦を行った。2011年より、WBCムエタイと並行して「世界プロムエタイ連盟」の日本支部を統括する「ジャパン・マーシャルアーツ・ディレクターズ」に参加。
2013年3月28日をもって解散することを発表し、4月1日に前理事長の橋本敏彦が「ジャパン・キックボクシング・イノベーション」を設立。「日本アマチュアキックボクシング連盟」も同下部組織に移管した。一方、村上竜司を代表とする新たな執行部は、4月1日以降から新体制での活動を継続。 9月28日には加盟ジム以外へのタイトル・ランキングの門戸開放を発表し、11月4日の後楽園ホール大会よりタイトルマッチ（王座決定戦）およびランキング戦を開始し、ベルトも新しく制作。

## コミッショナー
- 初代 小沢一郎
- 2代 浜田靖一
- 3代 関根信男（世界空手道連盟士道館理事長、士魂・関根塾　塾長）

## 階級
| 階級                 | 重量区分 |
| -------------------- | -------- |
| ヘビー級             | -86kg    |
| ミドル級             | -73kg    |
| スーパーウェルター級 | -70kg    |
| ウェルター級         | -67kg    |
| スーパーライト級     | -64kg    |
| ライト級             | -62kg    |
| スーパーフェザー級   | -60kg    |
| フェザー級           | -58kg    |
| スーパーバンタム級   | -56kg    |
| バンタム級           | -54kg    |
| スーパーフライ級     | -52kg    |
| フライ級             | -50kg    |

## 主要選手
- "狂拳"竹内裕二
- 駿太
- モハン・ドラゴン
- 大石駿介
- 雪丸
- 城戸康裕
- マグナム酒井
- アレックス・ロバーツ
- 加藤竜二
- 宮元啓介
- 町田光
- 中澤純
- 竹山晴友
- 佐藤堅一
- 神風杏子
- シュガーみゆき
- 後藤龍治
- HAYATO
- 内田ノボル
- ツグト"忍"アマラ
- 伊藤隆
- 加藤督朗
- 小野寺力
- 大石亨
- ラビット関
- 村上竜司
- 斉藤京二
- 港太郎
- 鴇稔之
- 細川英男
- 山口元気
- 早田寛
- 劇画狼

### 出場経験のあるフリー選手
- TURBΦ
- 我龍真吾

## スタッフ

### 主なレフェリー
- 松田利彦

### 主な歴代リングアナウンサー
- 細田マサシ
- 伊集院光
- 若林健治

## 世界マーシャルアーツ連盟（WMAF）
世界マーシャルアーツ連盟（World Martial Arts Federation / WMAF）は、MAキックに所属するプロモーターとアメリカのプロモーターで創設した世界タイトルである。1998年にバンタム級とスーパーウェルター級でそれぞれ世界王者を輩出したが、両選手が引退したため、活動を休止した。その後、2005年7月の初代スーパーフェザー級王者決定戦で再度活動を開始した。のちに目的は他の団体との協力関係を構築することと、それぞれの階級に世界王者を誕生させることで選手のモチベーションをあげることとなった。

## 映像作品
クエストからVHSビデオカセットとして多数発売された。2009以降の「BREAKシリーズ」は毎大会収録・販売されている。最初期の試合は、アッパーから発売されたDVD『サムライたちの宴（うたげ）』に収録されている。